# Železniční most v Ustiprači
Železniční most v Ustiprači (bosensky Željeznički most u Ustiprači) se nachází ve střední části Bosny a Hercegoviny. Jedná se o kamenný most bývalé bosenské východní dráhy. Byl vybudován v železničním oblouku, překonává řeku Prača. Je dlouhý 75 m. Nápadný je velkým kamenným obloukem, který ze západní strany doplňuje ještě jeden malý. Dán do provozu byl v roce 1906 jako součást nejstaršího úseku východní dráhy. Po uzavření železnice nebyl stržen, zůstal bez kolejí jako most pouze pro místní dopravu. Často je zaplavován vzhledem k vzdutí vodní nádrže ve Višegradu.